# Boeing B-29 Superfortress

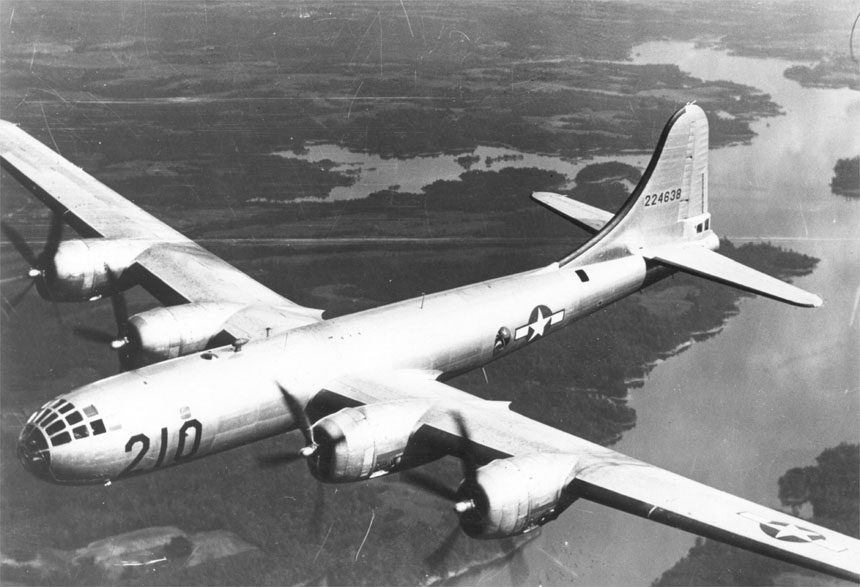
B-29 Superfortress em missão de treinamento sobre o Rio Alabama.

O Boeing B-29 Superfortress é um avião militar com quatro motores a hélices que foi utilizado como bombardeiro durante a Segunda Guerra Mundial e na Guerra da Coreia pela Força Aérea dos Estados Unidos.
Foi também o avião que levou as bombas atômicas para o ataque às cidades de Hiroshima e Nagasaki.
O Boeing B-29 foi o maior avião em serviço durante a Segunda Guerra Mundial, quando 50 mil operários trabalharam em seu projeto de desenvolvimento e cada unidade custou um milhão de dólares. Ele era considerado avançado para os outros bombardeiros da época, tendo como inovações a cabine pressurizada, sistema central de controle de fogo e metralhadoras controladas por controle remoto.
Embora desenvolvido para ser um bombardeiro diurno de alta altitude, na prática realizou mais missões incendiárias noturnas de baixa altitude. O bombardeiro soviético Tupolev Tu-4 foi criado através de engenharia reversa do B-29.
Até a sua retirada no final dos anos 60, 3 970 B-29 foram construídos.

## Especificações (B-29)
Descrições gerais
- Tripulação: 11 - piloto, co-piloto, bombardeiro, engenheiro de voo, navegador, operador de radiotelegrafo, observador de radar, artilheiro da direita, artilheiro da esquerda, controlador de tiro central e artilheiro da cauda.
- Comprimento: 30,18 m (99 ft)
- Envergadura: 46,03 m (150 ft)
- Altura: 8,45 m (28 ft)
- Área alar: 161,3 m² (1 740 ft²)
- Peso vazio: 33 800 kg (74 500 lb)
- Peso bruto (carregado): 54 000 kg (119 000 lb)
- Peso de decolagem: 60 560 kg (134 000 lb)

Motorização
- Número de motores: 4x
- Tipo do motor: Motor a pistão radial turbocharged
- Fabricante/modelo: Wright R-3350-23 e 23A Duplex Cyclone
- Potência por motor: 2 200 hp (1 640 kW)

Performance
- Velocidade máxima: 574 km/h (357 mph)
- Velocidade de cruzeiro (km/h): 350 km/h (217 mph)
- Velocidade total em Nó: 310 kn (574 km/h)
- Alcance: 9 000 km (5 590 mi)
- Alcance bélico: 5 230 km (3 250 mi)
- Razão de subida: 4,6 m/s
- Tecto de serviço: 9 710 m (31 900 ft)

Armamentos
- Metralhadoras/canhões: 10x .50 M2 Browning de 12,7 mm (0,500 in) em torres controladas remotamente
2x .50 M2 e um canhão M2 (HS.404) de 20 mm (0,787 in) (canhão posteriormente removido) na torre da cauda
- Bombas: 9 000 kg (19 800 lb) de carga padrão

Dados de: Quest for Performance.